# 2023年广州地铁诬陷“偷拍”事件

张薇於2023年6月7日發出的文章截圖

广州地铁被诬陷「偷拍」事件，媒体称为地铁“偷拍”事件、张薇事件。2023年6月7日，四川大学新闻与传播学院研究生张薇在廣州地鐵污蔑一名56岁男子邓某“偷拍”她。在该男子自证偷拍行为以及警方调解后，张薇在网络发布未經馬賽克處理拍攝男子容貌的影片版本，并发表相关争论性言论。6月11日，邓某在儿子陪同下前往当地派出所报警，当天张薇哭泣道歉，双方达成和解协议。但随后又有匿名网友公开指责张薇其他道德问题，最终四川大学对张薇处以留校留党处分。
这一事件的公共印象从最初“女性抵制偷拍”，演变成“精英欺负农民”，受到广泛关注。

## 事件经过

### 地铁诬陷“偷拍”
2023年6月7日，张薇于广州地铁八号线车厢中怀疑正前方一位年长的、蹲在地上的男子拍摄自己，于是自己打开手机进行摄像，并要求该大叔打开手机相册供其检查，在检查后发现并没有偷拍她后说了一句“小心点，不要乱拍别人”。而后在警方的调节下，双方达成和解，且澄清该大叔并未偷拍。
11时39分，张薇在明知该男子没有偷拍，并且已经达成和解的情况下，使用微博账号“注册不了张z”将该男子不打码的视频发于微博煽动舆论攻击该大叔，称其手法娴熟不是第一次作案，并表示“如果他真的没有偷拍，那他为什么不为自己发声？就算我夸大其词了，他又损失了什么呢？”，“难道我的权益没有受到侵害我就不用去维权了吗？”。除部分赞同外，引发网友对她过度维权的质疑。

### 事件发酵
2023年6月9日，广州地铁工作人员回应《中国新闻周刊》，警方已经介入处理，双方当事人和解且澄清该大叔并未偷拍。9日下午，《中国新闻周刊》微博帐号消息，四川大学研究生院研工部回应称此事已经在调查，具体情况等待稍后官方通知。《环球时报》新媒体腾讯网账号指事件发醇的时间点在9日下午。而在当时，张薇所发微博已删除。
6月9日，河北广播电视台农民频道微博帐号进行了一项网络投票，在超过两万名投票者中，有1.9万投票者认为张薇做法“维权过度，伤害了无辜大叔”，超1400名投票者认为不好评价，仅五百多名投票者认为属于“正常维权，安全意识很高”。
2023年6月9日下午，广州地铁工作人员回应中国新闻周刊，当时警方已介入处理，因为是误会，双方当时已经和解。且澄清该大叔并未偷拍。但张薇在事后和解且无相关证据的情况下，仍然将大叔的视频不加以打码处理发布在公共网络上并配文“猥琐男”等字眼发布在微博平台。众多网友认为张薇的所作所为已经涉及了恶意网暴行为。

### 男子儿子在网络上看到造谣
2023年6月10日，男子的儿子邓某得知父亲被张薇在网络曝光。因为该大叔没有上网的习惯，所以不知道在当场和解并澄清的情况下，张薇把他未打码视频发在网络进行网爆。10号晚间，由于该事件巨大的曝光量，大叔儿子邓某在网络上看到有人攻击其父，并且曝光其父视频，让他心态气愤。

### 鹭江站派出所调解
2023年6月11日，邓某接受采访时说，父亲是农民工，当天是因为工地下雨没干活，所以想在广州转转，没想到坐地铁回来的路上遇到了这件事。目前自己也联系不到发布视频的女子，他希望该女子能够公开道歉，“这个事情在网上对我们影响太大了，我们希望她能站出来公开道歉，否则我们会起诉她”。
6月11日，大叔在儿子邓某的陪同下，在广州市公安局公交分局鹭江站派出所报警。当天下午，张薇得知大叔报警后，从东莞赶到广州鹭江站派出所，与大叔一家沟通协商。张薇表示，之前乘坐地铁时曾被盯着看过但不敢发声，这次发声却造成了误会。她说“我没想到这么多人转发这个视频，看到被转发后特别害怕有人网暴我或者阿叔，我就把视频关了。”“对不起，请你再给我一个机会。”17时许，双方达成一致协议，张薇将在网上发布公开道歉信。19点41分，张薇在微博发布道歉博文。
|                         | 叔叔，對不起，我真的錯了，我不該在地鐵上和您確認後依然在網絡上隨意散播視頻，並對您本人形象進行不當描述。我已經深刻認識到這件事情給您和您的家人帶來了嚴重的傷害，我鄭重地向您和您的家人致以深深的歉意。因為我的過錯，給社會造成了不良影響。在此，我虛心接受大家的批評，並將以實際行動改正。 |
| ——张薇，注册不了张z博文 | |

6月11日，大叔儿子邓某在调解后接受采访时说，“在派出所她一直在哭，在那哭了一下午，我们看着也不好受。”张薇哭着说学校准备开除她，希望能够取得邓先生和父亲的谅解。“她还是名学生，公开道歉就好，不想影响她太多。”“她是大学生，我们是农民工，她的文化水平比我们高，犯了错我们应该给她一次机会。她（考上大学）不容易，希望学校不要开除她。”自己家只需要她能够在网上公开道歉就行，并不想让她退学或者赔偿，“有好多律师联系我们说可以免费帮我们起诉，但是我觉得不想再起诉她了，我们跟她说了只要道歉我们还会谅解，给她一次机会。”

### 匿名网友对张薇的其他指控

#### 校园霸凌
2023年6月13日上午10点2分，自称张薇高中（北京师范大学大同附属中学校）同学、宿舍室友的一名微博网友「@玛格丽特别放盐」发文称，2014年遭到张薇长期校園霸凌致重度抑郁，最严重的一次张薇联合她人把她拉进厕所辱骂和殴打，当时大量的人在围观。@玛格丽特别放盐 求助学校和老师后，学校为了息事宁人对两人给予警告处分，但没有记入个人档案。北京师范大学大同附属中学校工作人员回应《中国新闻周刊》，将了解情况后作出答复。网友在相关微博下at张薇，张薇微博对此未回应。
6月13日，自称张薇本科（河南大学）同学的一名微博网友提出类似指控。随后，自称张薇本科同学的另一名网友转发该微博，表示可以作证。
6月14日23时15分，微博网友「@玛格丽特别放盐」再度发文回应，称“并不想声讨任何”，并表示“如果要通过法律途径解决此事，我全力配合，我再也不是当年那个怕给妈妈惹事的小孩子了”。恳请大家不要把矛头对准学校，自己也是教育工作者，出于对同行的理解，以及教诲之恩无以为报，人不能忘本。

#### 学术不端
除指控张薇进行校園霸凌外，陆续有匿名网友曝光张薇本科推荐免试研究生不端（四川大学否认)、学术论文屡次挂名、硕士阶段旷课。

#### 其它事件
除上述事件外，有自称张薇前男友的匿名网友曝光张薇私生活混乱。多名自称张薇父母、朋友的匿名网友公开发言，并放出真假不明的聊天记录截图。
《南方周末》、6月21日报道中，记者联系校园霸凌、学术不端等指控信息发布源头，均没有回复。报道指，其中一部分信息被大量传播、二次加工，已无法检索到初始信源。张薇“本人的声音，也从互联网上消失了。”

#### 张薇多所母校的回应
《南方周末》、6月21日报道中，北京师范大学大同附属中学校回复媒体，将会去了解张薇校園霸凌情况，但没有后续；河南大学紧急删除官网中含有“张薇”字眼的所有推送内容；四川大学公开称将会依规惩处张薇。南方周末记者先后于6月14日、19日两次拨打四川大学研工部电话，对方均称“事件正在调查中，其他不便透露”。

#### 微博对违规用户的处理
2023年6月14日23时50分许，微博帐号「@微博管理员」发布通报称，针对本次事件中，少部分言论违规微博用户进行禁言7天至永久禁言的处置。违规言论主要涉及四个方面，一是网络暴力，恶意侮辱谩骂、“人肉”当事人等；二是挑动群体对立，如煽动性别对立、挑动群体矛盾等；三是散布谣言，如“英国驻华使馆微博帐号关注事件当事人张薇”等；四是，恶意引战攻击党媒、央媒。

### 四川大学对张薇的处理
2023年6月21日15时51分，四川大学在微博发布通报，依据《四川大学学生纪律处分规定》，给予张薇留校察看处分；依据《中國共產黨紀律處分條例》，给予张薇留党察看处分。同时，学校对张薇推荐免试研究生的接收过程进行核查，未发现违反国家和学校相关规定的情形。
张薇没有回复《南方周末》发送的采访请求。她已将自己在各个社交平台账号上发布的内容全部删除，仅剩微博上6月11日的道歉声明。

## 事件当事人
《南方周末》、6月21日报道指，6月11日大叔儿子邓某接受采访后，大叔的网络身份标签为“找不到工作的农民工、不太会使用智能手机的老人。”张薇的网络身份标是，“受过高等教育的研究生”。
事件发生后，网友“人肉”出张薇过往经历。她是在河南大学就读本科，担任过学生会主席，荣获多个省级、校级荣誉奖项。2022年，张薇通过推荐免试研究生进入四川大学。接受《南方周末》采访的心理学作家唐映红总结，张薇是“是按照精英路线来培养的，加之她表现出傲慢的心态，透露出一副小官僚做派，其实大家对这种处于特权阶层的人没有太大好感。”唐映红认为，本次事件中，大众的心理图式就是：张薇身上集结了所有的恶，是一个标准的坏人。
当事双方网络形象转换中，事件走向由最初“女性抵制偷拍”，演变成“精英欺负农民”，即“一个擅长使用社交平台制造话题的名牌大学研究生，在网上挑起争端，侮辱一个农民工大叔”。而唐映红指出，性别、贫富、权力三方面矛盾，本就是中国大陆网络舆论的“流量密码”，本次事件恰巧“击中上述前两个流量密码”。

## 争议

### 大叔拍摄地铁车厢内照片
事发后，网友根据张薇拍摄的视频发现，翻阅大叔手机时，他确实拍摄地铁车厢内部照片。6月11日，《红星新闻》采访大叔儿子邓某，邓某称父亲很少乘坐地铁，照片系过去拍摄，“他搭地铁很少搭，他就拍地铁人多。”《红星新闻》报道视频中，双方对话如下：
邓某：（道歉信）她当面写了。我们在派出所刚出来。她这边准备公开道歉，我们也不追究她了。

记者：就是说看到手机，当时翻相册的时候确实有几张照片。那些照片是什么？

邓某：那个照片是他以前拍的，搭地铁很少搭嘛。他就拍的地铁人多。这是之前拍的。如果照片（这次）的话就不得了了。

### 事件热议和掩盖社会问题的质疑
事件发生后，随即引起輿論熱議，中国大陆舆论主流声音支持严惩张薇。2023年6月11日晚，张薇在微博发布道歉全文，一度冲至热搜第一。《美国之音》报道提及，张薇道歉后，仅在微博上有影响力的爱国大V、军事大V等就对张薇进行了轮番批判。但是可以看到包括女性在内大量各领域大V参与批评，批评的主要内容是道歉说谎、缺乏诚意等。《美国之音》指，在中国网络审查的背景下，与之相对，在微博等网络平台对中国广泛存在的社会问题——偷拍，特别是针对女性的偷拍产业链讨论则受到压制。《美国之音》等媒体认为，中国大陆网络舆论中，有网络审查管理方利用本次事件掩盖BBC露揭中国偷拍产业链视频的质疑。
事发同一时间段，英国媒体BBC拍摄、与中国偷拍产业链相关的视频《贩卖性暴力：揭露性侵影片网站的幕后主谋》引起中国网友关注。微博有关于该视频的讨论词条——“BBC卧底记者扒出经营偷拍视频团伙”。该词条在微博热搜上短暂地出现不到三小时后，被限流。之后搜索该词条，出现结果是“根据相关法律法规和政策，该话题内容未予显示”。微博博主发布BBC视频关键内容，获得关注，但很快无法查看。《美国之音》提及此后，微博关于“偷拍”的话题多与本次事件相关。网络讨论中，当评论者提到女生被性骚扰时，被认为是“跟张薇是一边的，是想给张薇脱罪”。小红书博主制作视频披露偷拍专用App如何隐藏偷拍行为。视频评论中，女性网友表达对本次事件上热搜的不满，质问更为广泛的男性偷拍女性事件为何没有上热搜的待遇。有用本次事件掩盖中国社会偷拍问题的质疑。同时，BBC视频报道提及偷拍视频拍摄地亦涉及本次事件最初的发生地——广州地铁。

### 网络舆论对处理张薇的述求
事发后，有观点认为张薇在6月11日道歉、双方和解后，就与大众舆论无关，但网络舆论中存在，要求张薇的母校四川大学和实习公司腾讯对她进行开除处理的观点。根据相关报道，最迟6月17日之前，腾讯已解除与张薇的实习合同。而要求开除张薇学籍、党籍的依据为《四川大学学生纪律处分规定》和《中國共產黨紀律處分條例》。《四川大学学生纪律处分规定》第二章“违纪行为与处分”第五条规定，学生有下列行为之一者，给予开除学籍处分，其中包括“（七）侵害其他个人、组织合法权益，造成严重后果的”；第七条规定，违反计算机网络管理规定者，视情节轻重给予以下处分，其中包括“（三）利用网络公然对他人进行侮辱或者捏造事实进行诽谤的，给予严重警告直至留校察看处分”。但四川大学起始并未做出正面直接回应，立即关闭微博评论区。不久，相关热搜纷纷被撤下，仅有百度贴吧保留其热搜话题。部分讨论此话题的内容被强制删除或隐藏。

### 四川大学处理结果颇受商榷
四川大学最终在2023年6月21日给予张薇留校查看和留党查看的处分后，引发争议。《中新网》采访某位律师，律师表示基本上已是开除学籍和开除党籍之外的顶格处分。有网友认为处罚结果过轻、不能服众，有网友认为，张薇已经取得当事人谅解，对其来说最重的后果是“社会性死亡”。《长江日报》对此事评论，“川大对张某的调查显得失焦且碎片化”。明确且尖锐地指出四川大学回避网民关注的焦点，避重就轻，通过拖延时间减弱群众对此事件的关注，进行“冷处理”愚弄大众。
6月25日，一家北京律师事务所发布通告称四川大学对张薇处理不当，由此认为该校毕业生品质难以信服，将不再招聘四川大学毕业生。《上游新闻》评论认为，该律所“公开表态理应谨言慎行，不应助长舆论对个体的不当行为穷追不舍，更不应引导舆论将对个体的不满上升到整个群体，波及无辜的人。”

## 相关评论
- 央视原评论员、记者王志安认为，这一事件在网上发酵与公众不满中共党员有一定关系。[22][重要吗？]

- 胡锡进多次发微博主张原谅张薇，“她在自己意识到大叔应该没有拍什么的情况下仍选择曝光诋毁大叔，称对方为‘猥琐老头’，明显欺负人了，所以引发网上众怒”，“正如邓先生所说，她毕竟还是学生，这次的犯错对她冲击很大，足以成为她的重大教训，人在这种时候通常都是会懊悔的。”[23][重要吗？]
- 三立新聞網
  - 李育道：這種通過曝光他人的新型霸凌，需要認真對待。總想通過網路暴力製裁別人，是一種畸形心態。且往往一發不可收拾，直接毀了一個人。[24]

- 2023年6月21日《南方周末》报道
  - 中国社会学会网络社会学专业委员会常务理事、研究网暴学者姜方炳观点：[5]
    - “一般网民都有是非判断，心中有一杆秤。在这起网暴事件中，我相信一些网民是看不下去了。”这种社会公正观，贯穿了这起事件的全过程。
    - 在此次“地铁偷拍”事件中，如果当事男子家属前期不追究张薇的责任，当事男子的名誉就很可能会永远定格在“偷拍的色狼”的标签上。“这件事一旦上网，即使你去道歉，对当事人的名誉伤害已既成事实，很难完全恢复，对心理的伤害更难以恢复。”
    - “在‘流量为王’的发展形势下，网络流量成了很多人的价值标尺、利益之源。当一起网络事件成为全民热点之后，很多人会借此炒作，带流量、蹭热点，或有其他目的，导致事情变得更加复杂。”姜方炳说，目前的网暴已经超出张薇犯错应当承担的惩罚范围，有悖于“罪责刑相适应”原则。

## 备注
1. ↑  微博发表后的删除，可能是发表者删除，也可能是微博管理人员删除。
2. ↑  鹭江站派出所管辖的鹭江站，即属广州地铁八号线。
3. ↑  央媒即中央主流媒体，参见：中華人民共和國媒體。
4. ↑  新浪微博大V指新浪微博上获得个人认证的用户，通常是明星、企业家、政治家等知名人士。参见：新浪微博#认证制度。